# Doraemon 4
Doraemon 4: Nobita to Toki no Okoku (ドラえもん4 のび太と月の王国) est un jeu vidéo de plates-formes en 2D développé par Agenda et édité par Epoch en décembre 1995 exclusivement au Japon sur Super Famicom. Le jeu est inspiré du manga Doraemon.

## Synopsis
Le royaume de la Lune est en danger. Doreamon et ses compagnons s'y rende pour comprendre ce qui s'y passe.

## Système de jeu
Les mondes sont représentés par des cartes à la façon de Super Mario World. 6 personnages sont jouables: Doraemon, Nobita, Shizuka, Suneo, Gian et Dorami.